# Vereda (gebiedsindeling)
Een vereda is een gebiedsindeling binnen een gemeente (municipio) in Colombia.